# Wallenia aquifolia
Wallenia aquifolia är en viveväxtart som beskrevs av Ignatz Urban och Ekman. Wallenia aquifolia ingår i släktet Wallenia och familjen viveväxter. Inga underarter finns listade i Catalogue of Life.